# Rauris
Rauris è un comune austriaco di 3 063 abitanti nel distretto di Zell am See, nel Salisburghese; ha lo status di comune mercato (Marktgemeinde).